# 納吉爾涅 (多林斯卡區)
48°14′5″N 32°51′17″E / 48.23472°N 32.85472°E
納吉爾涅（烏克蘭語：Нагірне），是烏克蘭中部的村莊，隸屬基洛夫格勒州的克羅皮夫尼茨基區。該村始建於1893年，面積0.64平方公里，海拔高度149米，2001年人口39，人口密度每平方公里60.9人。